# Estádio Municipal Paulo Araújo de Novaes
Estádio Municipal Paulo Araújo de Novaes – stadion piłkarski w Avaré, São Paulo (stan), Brazylia, na którym swoje mecze rozgrywa São Paulo Futebol Clube.